# Rosoy (Yonne)
Rosoy è un comune francese di 1.081 abitanti situato nel dipartimento della Yonne nella regione della Borgogna-Franca Contea.
È stato assorbito dal comune di Sens nel 1973 ma il 1º gennaio 2008 è ridivenuto comune indipendente.

## Società

### Evoluzione demografica
Abitanti censiti